# Teaching Knowledge Test
TKT (англ.Teaching Knowledge Test) — серія модульних кваліфікацій для викладачів англійської мови, які можна отримати після здачі однойменних екзаменів. Кваліфікації розроблені підрозділом Кембриджського університету Cambridge English Language Assessment. Екзамени можна здавати лише в авторизованих екзаменаційних центрах (Cambridge English Teaching Qualification centres) у понад 70 країнах світу.

## Вимоги
ТКТ можна здавати як кандидатам, які починають свою кар'єру, так і досвідченим викладачам. Це можуть бути вчителі, що викладають у початковій чи середній школі, або навчають дорослих. ТКТ також складають вчителі англійської, які бажають отримати міжнародний сертифікат.
Рекомендований рівень володіння англійської для кандидатів, що здають будь-який із модулів ТКТ — В1 і вище за CEFR.
Кандидати також повинні бути знайомі із термінологією, яка використовується для навчання іноземних мов. Ознайомитися із термінами можна у TKT Glossary. [Архівовано 26 липня 2020 у Wayback Machine.]
ТКТ — це кваліфікація для тих, хто знаходиться на рівні Foundation відповідно до Cambridge English Teaching Framework.

## Формат
TKT складається з різних модулів, складати які можна як усі відразу, так і окремо, у залежності від своїх уподобань і потреб.

### Основні модулі

#### Модуль 1. Основи навчання та вивчення мов (Background to language learning and teaching).
Цей модуль оцінює знання загальних термінів і концепцій викладання англійської мови. Також оцінюються основні знання, необхідні для викладання мови та використання матеріалів для роботи у класі.

#### Модуль 2. Планування уроків та використання ресурсів для навчання мов (Lesson planning and use of resources for language teaching).
Цей модуль перевіряє знання і уміння викладача спланувати урок або кілька уроків. Також оцінюється вміння знаходити та використовувати матеріали для планування і реалізації уроку.

#### Модуль 3. Управління процесом навчання (Managing the teaching and learning process).
Модуль тестує навички організації роботи в класі, знання ролі вчителя у навчальному процесі та вміння планувати і проводити заходи та інтерактивні заняття.

### Спеціалізовані модулі

#### TKT: YL (Young Learners)
Модуль розроблений для викладачів, що займаються навчанням дітей у віці від 6 до 12 років. Він перевіряє знання понять, пов'язаних з навчанням та розвитком молодших школярів, а також  планування, викладання та оцінку роботи молодших школярів.

#### TKT: CLIL (Content and Language Integrated Learning)
Модуль розроблений для викладачів, які використовують інтегрований підхід до навчання англійської мові. Тест перевіряє знання та навички викладання англійської неносіям мови вчителів, які викладають інші  предмети, наприклад, з географію, фізику чи математику з використанням англійської.
Іспит з кожного модуля триває 80 хвилин і містить 80 запитань. Кожен модуль здається окремо. За кожен модуль видається окремий сертифікат.
В день іспиту можна здавати один, два або три модулі. Результати можна дізнатися через 4-6 тижнів.
Іспит TKT складається виключно в письмовій формі.

## Оцінки
Іспит оцінюється за чотирибальною шкалою:

### Band 4
- кандидат демонструє всебічне та точне / широке знання усіх галузей програми модуля TKT
- кандидат демонструє розуміння повного спектру тем

### Band 3
- загалом кандидат демонструє всебічне та точне / широке знання галузей програми модуля TKT
- кандидат демонструє розуміння більшості тем

### Band 2
- кандидат демонструє базові знання галузей програми модуля TKT
- кандидат демонструє розуміння деяких тем

### Band 1
- кандидат демонструє обмежене знання галузей програми модуля TKT
- кандидат демонструє розуміння обмеженого кола тем

Щоб отримати Band 4, потрібно відповісти правильно на 70 з 80-ти завдань (87.5 % правильних відповідей). Щоб отримати Band 3, потрібно відповісти правильно на 40-50 із 80-ти завдань (56.25-62.5 % правильних відповідей) [Архівовано 29 жовтня 2019 у Wayback Machine.].
У кожному модулі є 80 завдань множинного вибору або встановлення відповідностей. Кандидат записує відповіді у спеціальному бланку відповідей. Одна правильна відповідь — 1 бал.
За даними статистики Кембриджу за 2018 рік в Україні кількість кандидатів, що склали  ТКТ на найвищий бал — 25.5 %, на найнижчий — не більше 0,5 %. Загалом у світі понад 64 % кандидатів отримують високі бали.
За іспит TKT: YL  у 2018 році 52.6 % кандидатів з України отримали найвищий бал — 4.

## В Україні
Підготуватися до екзаменів можна самостійно, за допомогою онлайн-курсів та на спеціальних курсах підготовки. Самі ж іспити складаються лише у авторизованих екзаменаційних центрах декілька разів на рік. Зареєструватися можна у найближчому центрі або онлайн.
- Grade Education Centre, Київ
- International House Kyiv, м. Київ
- International Language Centre, м. Київ
- LSE International Exam Centre, м. Одеса
- Oxford Klass, м. Київ